# Gauri Lankesh
Gauri Lankesh, née le 29 janvier 1962, et morte assassinée le 5 septembre 2017, est une journaliste indienne. Elle est la fille du journaliste et poète P. Lankesh, récompensé par un Filmfare Award du meilleur film en kannada.

## Biographie
Née en Inde, d'une famille Lingayate le 29 janvier 1962, elle a deux frères travaillant dans le monde du cinéma. Elle est rédactrice au tabloïd Lankesh Patrike, fondé en 1980 par son père, P. Lankesh. Elle a commencé sa carrière en travaillant pour The Times of India. Elle participe au programme Journalistes en Europe fondé par Philippe Viannay.

## Prise de position
Elle est connue pour ses prises de position en faveur des femmes. Elle se prononce également ouvertement contre le système des castes comme Bhimrao Ramji Ambedkar et critique le conservatisme et les nationalistes hindous. Cela lui vaut d’être poursuivie par deux fois, pour diffamation, par deux membres du parti du Premier ministre Narendra Modi, le Bharatiya Janata Party (BJP), principal parti nationaliste du pays. Elle est très critique à l'encontre des nationalistes hindous et se bat pour la condition des femmes et la liberté de la presse dans son pays. Elle s'oppose à la politique Hindutva (mouvement nationaliste indien).

## La mort
À 55 ans, elle est tuée par balles mardi 5 septembre 2017 à Bangalore. Elle ouvrait la porte d'entrée de sa résidence lorsque des tueurs à moto l'ont abattue de deux balles dans la poitrine et une dans la tête, a rapporté l'agence de presse Press Trust of India. C’est le deuxième assassinat de journaliste rationaliste en deux ans au Karnataka.

### Effets et conséquences
Cet événement a provoqué un grand choc et un énorme bouleversement dans le monde de la presse. La liberté de presse est très affectée en Inde et cela s'accentue encore plus avec la mort de Gauri Lankesh montrant ainsi que la prise de position de certains journalistes, leurs points de vue et leurs opinions peuvent engendrer un drame vis-à-vis du statut de journaliste. De ce fait l’opposition à la politique indienne et l'opposition aux idées du gouvernement sont devenues des sujets extrêmement radicaux.
Une investigation menée par le consortium Forbidden Stories a été rendue publique en février 2023 : Story Killers.